# Australian Open de 2016 - Dia a dia
Estes foram os jogos realizados nas quadras mais importantes a partir do primeiro dia das chaves principais.
Células em lavanda indicam sessão noturna.

## Dia 1 (18 de janeiro)
- Cabeças de chave eliminados: 
  - Simples masculino:  Benoît Paire [17],  Ivo Karlović [22]
  - Simples feminino:  Caroline Wozniacki [16],  Sara Errani [17],  Andrea Petkovic [22],  Sloane Stephens [24],  Samantha Stosur [25],  Anastasia Pavlyuchenkova [26],  Anna Karolína Schmiedlová [27]

Ordem dos jogos:
| Rod Laver Arena             | Rod Laver Arena         | Rod Laver Arena         | Rod Laver Arena    |
| Evento                      | Vencedor(a)/(es/as)     | Derrotado(a)/(os/as)    | Resultado          |
| --------------------------- | ----------------------- | ----------------------- | ------------------ |
| Simples feminino – 1ª fase  | Petra Kvitová [6]       | Luksika Kumkhum [Q]     | 6–3, 6–1           |
| Simples feminino – 1ª fase  | Serena Williams [1]     | Camila Giorgi           | 6–4, 7–5           |
| Simples masculino – 1ª fase | Novak Djokovic [1]      | Chung Hyeon             | 6–3, 6–2, 6–4      |
| Simples masculino – 1ª fase | Roger Federer [3]       | Nikoloz Basilashvili    | 6–2, 6–1, 6–2      |
| Simples feminino – 1ª fase  | Kristýna Plíšková [Q]   | Samantha Stosur [25]    | 6–4, 7–66          |
| Margaret Court Arena        |                         |                         |                    |
| Evento                      | Vencedor(a)/(es/as)     | Derrotado(a)/(os/as)    | Resultado          |
| Simples feminino – 1ª fase  | Daria Gavrilova         | Lucie Hradecká          | 7–63, 6–4          |
| Simples masculino – 1ª fase | Tomáš Berdych [6]       | Yuki Bhambri            | 7–5, 6–1, 6–2      |
| Simples feminino – 1ª fase  | Agnieszka Radwańska [4] | Christina McHale        | 6–2, 6–3           |
| Simples feminino – 1ª fase  | Maria Sharapova [5]     | Nao Hibino              | 6–1, 6–3           |
| Simples masculino – 1ª fase | Jo-Wilfried Tsonga [9]  | Marcos Baghdatis        | 6–4, 4–6, 6–4, 6–2 |
| Hisense Arena               |                         |                         |                    |
| Evento                      | Vencedor(a)/(es/as)     | Derrotado(a)/(os/as)    | Resultado          |
| Simples masculino – 1ª fase | Kei Nishikori [7]       | Philipp Kohlschreiber   | 6–4, 6–3, 6–3      |
| Simples feminino – 1ª fase  | Wang Qiang [Q]          | Sloane Stephens [24]    | 6–3, 6–3           |
| Simples feminino – 1ª fase  | Yulia Putintseva        | Caroline Wozniacki [16] | 1–6, 7–63, 6–4     |
| Simples masculino – 1ª fase | Nick Kyrgios [29]       | Pablo Carreño Busta     | 6–2, 7–5, 6–2      |

## Dia 2 (19 de janeiro)
- Cabeças de chave eliminados: 
  - Simples masculino:  Rafael Nadal [5],  Kevin Anderson [11],  Fabio Fognini [20]
  - Simples feminino:  Simona Halep [2],  Venus Williams [8],  Irina-Camelia Begu [29],  Lesia Tsurenko [31],  Caroline Garcia [32]

Ordem dos jogos:
| Rod Laver Arena             | Rod Laver Arena          | Rod Laver Arena       | Rod Laver Arena           |
| Evento                      | Vencedor(a)/(es/as)      | Derrotado(a)/(os/as)  | Resultado                 |
| --------------------------- | ------------------------ | --------------------- | ------------------------- |
| Simples feminino – 1ª fase  | Garbiñe Muguruza [3]     | Anett Kontaveit       | 6–0, 6–4                  |
| Simples feminino – 1ª fase  | Johanna Konta            | Venus Williams [8]    | 6–4, 6–2                  |
| Simples masculino – 1ª fase | Fernando Verdasco        | Rafael Nadal [5]      | 7–66, 4–6, 3–6, 7–64, 6–2 |
| Simples masculino – 1ª fase | Lleyton Hewitt [WC]      | James Duckworth [WC]  | 7–65, 6–2, 6–4            |
| Simples feminino – 1ª fase  | Victoria Azarenka [14]   | Alison Van Uytvanck   | 6–0, 6–0                  |
| Margaret Court Arena        |                          |                       |                           |
| Evento                      | Vencedor(a)/(es/as)      | Derrotado(a)/(os/as)  | Resultado                 |
| Simples feminino – 1ª fase  | Madison Keys [15]        | Zarina Diyas          | 7–65, 6–1                 |
| Simples masculino – 1ª fase | Andy Murray [2]          | Alexander Zverev      | 6–1, 6–2, 6–3             |
| Simples feminino – 1ª fase  | Anastasija Sevastova [Q] | Jarmila Wolfe         | 6–0, 4–2, ab.             |
| Simples feminino – 1ª fase  | Zhang Shuai [Q]          | Simona Halep [2]      | 6–4, 6–3                  |
| Simples masculino – 1ª fase | Stan Wawrinka [4]        | Dmitry Tursunov [PR]  | 7–62, 6–3, ab.            |
| Hisense Arena               |                          |                       |                           |
| Evento                      | Vencedor(a)/(es/as)      | Derrotado(a)/(os/as)  | Resultado                 |
| Simples masculino – 1ª fase | Sam Groth                | Adrian Mannarino      | 7–66, 6–4, 3–6, 6–3       |
| Simples feminino – 1ª fase  | Karolína Plíšková [9]    | Kimberly Birrell [WC] | 6–4, 6–4                  |
| Simples feminino – 1ª fase  | Ana Ivanovic [20]        | Tammi Patterson [WC]  | 6–2, 6–3                  |
| Simples masculino – 1ª fase | Bernard Tomic [16]       | Denis Istomin         | 46–7, 6–4, 6–4, 6–4       |

## Dia 3 (20 de janeiro)
- Cabeças de chave eliminados: 
  - Simples masculino:  Petra Kvitová [6],  Svetlana Kuznetsova [23]
  - Simples feminino:  Gabriela Dabrowski /  Alicja Rosolska [16]

Ordem dos jogos:
| Rod Laver Arena             | Rod Laver Arena           | Rod Laver Arena          | Rod Laver Arena |
| Evento                      | Vencedor(a)/(es/as)       | Derrotado(a)/(os/as)     | Resultado       |
| --------------------------- | ------------------------- | ------------------------ | --------------- |
| Simples feminino – 2ª fase  | Maria Sharapova [5]       | Aliaksandra Sasnovich    | 6–2, 6–1        |
| Simples feminino – 2ª fase  | Serena Williams [1]       | Hsieh Su-wei             | 6–1, 6–2        |
| Simples masculino – 2ª fase | Roger Federer [3]         | Alexandr Dolgopolov      | 6–3, 7–5, 6–1   |
| Simples feminino – 2ª fase  | Agnieszka Radwańska [4]   | Eugenie Bouchard         | 6–4, 6–2        |
| Simples masculino – 2ª fase | Novak Djokovic [1]        | Quentin Halys [WC]       | 6–1, 6–2, 7–63  |
| Margaret Court Arena        |                           |                          |                 |
| Evento                      | Vencedor(a)/(es/as)       | Derrotado(a)/(os/as)     | Resultado       |
| Simples masculino – 2ª fase | Kei Nishikori [7]         | Austin Krajicek          | 6–3, 7–65, 6–3  |
| Simples feminino – 2ª fase  | Belinda Bencic [12]       | Tímea Babos              | 6–3, 6–3        |
| Simples feminino – 2ª fase  | Carla Suárez Navarro [10] | Maria Sakkari [Q]        | 56–7, 6–2, 6–2  |
| Simples masculino – 2ª fase | Jo-Wilfried Tsonga [9]    | Omar Jasika [WC]         | 7–5, 6–1, 6–4   |
| Simples feminino – 2ª fase  | Daria Gavrilova           | Petra Kvitová [6]        | 6–4, 6–4        |
| Hisense Arena               |                           |                          |                 |
| Evento                      | Vencedor(a)/(es/as)       | Derrotado(a)/(os/as)     | Resultado       |
| Simples feminino – 2ª fase  | Kateryna Bondarenko       | Svetlana Kuznetsova [23] | 6–1, 7–5        |
| Simples feminino – 2ª fase  | Roberta Vinci [13]        | Irina Falconi            | 6–2, 6–3        |
| Simples masculino – 2ª fase | Tomáš Berdych [6]         | Mirza Bašić [Q]          | 6–4, 6–0, 6–3   |
| Simples masculino – 2ª fase | Nick Kyrgios [29]         | Pablo Cuevas             | 6–4, 7–5, 7–62  |

## Dia 4 (21 de janeiro)
- Cabeças de chave eliminados: 
  - Simples masculino:  Jack Sock [25],  Jérémy Chardy [30]
  - Simples feminino:  Timea Bacsinszky [11],  Elina Svitolina [18],  Jelena Janković [19],  Sabine Lisicki [30]
  - Duplas femininas:  Lara Arruabarrena /  Andreja Klepač [8],  Irina-Camelia Begu /  Monica Niculescu [9],  Kiki Bertens /  Johanna Larsson [14]

Ordem dos jogos:
| Rod Laver Arena             | Rod Laver Arena                     | Rod Laver Arena                    | Rod Laver Arena     |
| Evento                      | Vencedor(a)/(es/as)                 | Derrotado(a)/(os/as)               | Resultado           |
| --------------------------- | ----------------------------------- | ---------------------------------- | ------------------- |
| Simples feminino – 2ª fase  | Ana Ivanovic [20]                   | Anastasija Sevastova [Q]           | 6–3, 6–3            |
| Simples feminino – 2ª fase  | Garbiñe Muguruza [3]                | Kirsten Flipkens                   | 6–4, 6–2            |
| Simples masculino – 2ª fase | Andy Murray [2]                     | Sam Groth                          | 6–0, 6–4, 6–1       |
| Simples masculino – 2ª fase | David Ferrer [8]                    | Lleyton Hewitt [WC]                | 6–2, 6–4, 6–4       |
| Simples feminino – 2ª fase  | Karolína Plíšková [9]               | Julia Görges                       | 7–65, 6–1           |
| Margaret Court Arena        |                                     |                                    |                     |
| Evento                      | Vencedor(a)/(es/as)                 | Derrotado(a)/(os/as)               | Resultado           |
| Simples masculino – 2ª fase | Gaël Monfils [23]                   | Nicolas Mahut                      | 7–5, 6–4, 6–1       |
| Simples feminino – 2ª fase  | Victoria Azarenka [14]              | Danka Kovinić                      | 6–1, 6–2            |
| Simples feminino – 2ª fase  | Madison Keys [15]                   | Yaroslava Shvedova                 | 46–7, 6–3, 6–3      |
| Simples feminino – 2ª fase  | Angelique Kerber [7]                | Alexandra Dulgheru                 | 6–2, 6–4            |
| Simples masculino – 2ª fase | Bernard Tomic [16]                  | Simone Bolelli                     | 6–4, 6–2, 56–7, 7–5 |
| Hisense Arena               |                                     |                                    |                     |
| Evento                      | Vencedor(a)/(es/as)                 | Derrotado(a)/(os/as)               | Resultado           |
| Simples masculino – 2ª fase | John Isner [10]                     | Marcel Granollers                  | 6–3, 7–66, 7–62     |
| Simples feminino – 2ª fase  | Laura Siegemund                     | Jelena Janković [19]               | 3–6, 7–65, 6–4      |
| Duplas masculinas – 1ª fase | Rohan Bopanna [4] Florin Mergea [4] | Omar Jasika [WC] Nick Kyrgios [WC] | 7–5, 6–3            |
| Simples masculino – 2ª fase | Stan Wawrinka [4]                   | Radek Štěpánek [Q]                 | 6–2, 6–3, 6–4       |

## Dia 5 (22 de janeiro)
- Cabeças de chave eliminados: 
  - Simples masculino:  Marin Čilić [12],  Dominic Thiem [19],  Guillermo García-López [26],  Grigor Dimitrov [27],  Andreas Seppi [28],  Nick Kyrgios [29]
  - Simples feminino:  Roberta Vinci [13],  Kristina Mladenovic [28]
  - Duplas femininas:  Tímea Babos /  Katarina Srebotnik [4]

Ordem dos jogos:
| Rod Laver Arena             | Rod Laver Arena           | Rod Laver Arena             | Rod Laver Arena     |
| Evento                      | Vencedor(a)/(es/as)       | Derrotado(a)/(os/as)        | Resultado           |
| --------------------------- | ------------------------- | --------------------------- | ------------------- |
| Simples feminino – 3ª fase  | Belinda Bencic [12]       | Kateryna Bondarenko         | 4–6, 6–2, 6–4       |
| Simples feminino – 3ª fase  | Maria Sharapova [5]       | Lauren Davis                | 6–1, 56–7, 6–0      |
| Simples masculino – 3ª fase | Roger Federer [3]         | Grigor Dimitrov [27]        | 6–4, 3–6, 6–1, 6–4  |
| Simples feminino – 3ª fase  | Serena Williams [1]       | Daria Kasatkina             | 6–1, 6–1            |
| Simples masculino – 3ª fase | Tomáš Berdych [6]         | Nick Kyrgios [29]           | 6–3, 6–4, 1–6, 6–4  |
| Margaret Court Arena        |                           |                             |                     |
| Evento                      | Vencedor(a)/(es/as)       | Derrotado(a)/(os/as)        | Resultado           |
| Simples masculino – 3ª fase | Kei Nishikori [7]         | Guillermo García-López [26] | 7–5, 2–6, 6–3, 6–4  |
| Simples masculino – 3ª fase | Jo-Wilfried Tsonga [9]    | Pierre-Hugues Herbert [Q]   | 6–4, 7–67, 7–64     |
| Simples feminino – 3ª fase  | Agnieszka Radwańska [4]   | Mónica Puig                 | 6–4, 6–0            |
| Simples masculino – 3ª fase | Novak Djokovic [1]        | Andreas Seppi [28]          | 6–1, 7–5, 7–66      |
| Simples feminino – 3ª fase  | Carla Suárez Navarro [10] | Elizaveta Kulichkova        | 6–4, 2–0, ab.       |
| Hisense Arena               |                           |                             |                     |
| Evento                      | Vencedor(a)/(es/as)       | Derrotado(a)/(os/as)        | Resultado           |
| Simples masculino – 3ª fase | David Goffin [15]         | Dominic Thiem [19]          | 6–1, 3–6, 7–62, 7–5 |
| Simples feminino – 3ª fase  | Anna-Lena Friedsam        | Roberta Vinci [13]          | 0–6, 6–4, 6–4       |
| Simples masculino – 3ª fase | Gilles Simon [14]         | Federico Delbonis           | 6–3, 6–2, 6–1       |
| Simples feminino – 3ª fase  | Daria Gavrilova           | Kristina Mladenovic [28]    | 6–4, 4–6, 11–9      |

## Dia 6 (23 de janeiro)
- Cabeças de chave eliminados: 
  - Simples masculino:  Feliciano López [18],  Viktor Troicki [21],  Steve Johnson [31],  João Sousa [32]
  - Simples feminino:  Garbiñe Muguruza [3],  Karolína Plíšková [9],  Ana Ivanovic [20]
  - Duplas masculinas:  Simone Bolelli /  Fabio Fognini [5],  Pierre-Hugues Herbert /  Nicolas Mahut [6],  Henri Kontinen /  John Peers [8],  Łukasz Kubot /  Marcin Matkowski [10]
  - Duplas femininas:  Raquel Atawo /  Abigail Spears [6],  Yaroslava Shvedova /  Samantha Stosur [11]
  - Duplas mistas:  Chan Hao-ching /  Max Mirnyi [8]

Ordem dos jogos:
| Rod Laver Arena             | Rod Laver Arena                    | Rod Laver Arena                   | Rod Laver Arena      |
| Evento                      | Vencedor(a)/(es/as)                | Derrotado(a)/(os/as)              | Resultado            |
| --------------------------- | ---------------------------------- | --------------------------------- | -------------------- |
| Simples feminino – 3ª fase  | Barbora Strýcová                   | Garbiñe Muguruza [3]              | 6–3, 6–2             |
| Simples feminino – 3ª fase  | Victoria Azarenka [14]             | Naomi Osaka [Q]                   | 6–1, 6–1             |
| Simples masculino – 3ª fase | Stan Wawrinka [4]                  | Lukáš Rosol                       | 6–2, 6–3, 7–63       |
| Simples feminino – 3ª fase  | Madison Keys [15]                  | Ana Ivanovic [20]                 | 4–6, 6–4, 6–4        |
| Simples masculino – 3ª fase | Bernard Tomic [16]                 | John Millman                      | 6–4, 7–64, 6–2       |
| Margaret Court Arena        |                                    |                                   |                      |
| Evento                      | Vencedor(a)/(es/as)                | Derrotado(a)/(os/as)              | Resultado            |
| Simples feminino – 3ª fase  | Ekaterina Makarova [21]            | Karolína Plíšková [9]             | 6–3, 6–2             |
| Simples masculino – 3ª fase | Milos Raonic [13]                  | Viktor Troicki [21]               | 6–2, 6–3, 6–4        |
| Simples feminino – 3ª fase  | Angelique Kerber [7]               | Madison Brengle                   | 6–1, 6–3             |
| Simples masculino – 3ª fase | Andy Murray [2]                    | João Sousa [32]                   | 6–2, 3–6, 6–2, 6–2   |
| Simples feminino – 3ª fase  | Zhang Shuai [Q]                    | Varvara Lepchenko                 | 6–1, 6–3             |
| Hisense Arena               |                                    |                                   |                      |
| Evento                      | Vencedor(a)/(es/as)                | Derrotado(a)/(os/as)              | Resultado            |
| Simples feminino – 3ª fase  | Johanna Konta                      | Denisa Allertová                  | 6–2, 6–2             |
| Simples masculino – 3ª fase | John Isner [10]                    | Feliciano López [18]              | 86–7, 7–65, 6–2, 6–4 |
| Simples masculino – 3ª fase | Gaël Monfils [23]                  | Stéphane Robert [Q]               | 7–5, 6–3, 6–2        |
| Duplas masculinas – 2ª fase | Sam Groth [WC] Lleyton Hewitt [WC] | Henri Kontinen [8] John Peers [8] | 2–6, 6–4, 6–4        |

## Dia 7 (24 de janeiro)
- Cabeças de chave eliminados: 
  - Simples masculino:  Jo-Wilfried Tsonga [9],  Gilles Simon [14],  David Goffin [15],  Roberto Bautista Agut [24]
  - Simples feminino:  Belinda Bencic [12]
  - Duplas masculinas:  Ivan Dodig /  Marcelo Melo [2],  Rohan Bopanna /  Florin Mergea [4],  Feliciano López /  Marc López [15]
  - Duplas femininas:  Anabel Medina Garrigues /  Arantxa Parra Santonja [10]
  - Duplas mistas:  Lucie Hradecká /  Marcin Matkowski [6],  Raquel Atawo /  Raven Klaasen [7]

Ordem dos jogos:
| Rod Laver Arena             | Rod Laver Arena                          | Rod Laver Arena                         | Rod Laver Arena          |
| Evento                      | Vencedor(a)/(es/as)                      | Derrotado(a)/(os/as)                    | Resultado                |
| --------------------------- | ---------------------------------------- | --------------------------------------- | ------------------------ |
| Simples feminino – 4ª fase  | Maria Sharapova [5]                      | Belinda Bencic [12]                     | 7–5, 7–5                 |
| Simples feminino – 4ª fase  | Serena Williams [1]                      | Margarita Gasparyan                     | 6–2, 6–1                 |
| Simples masculino – 4ª fase | Novak Djokovic [1]                       | Gilles Simon [14]                       | 6–3, 16–7, 6–4, 4–6, 6–3 |
| Simples feminino – 4ª fase  | Carla Suárez Navarro [10]                | Daria Gavrilova                         | 0–6, 6–3, 6–2            |
| Simples masculino – 4ª fase | Roger Federer [3]                        | David Goffin [15]                       | 6–2, 6–1, 6–4            |
| Margaret Court Arena        |                                          |                                         |                          |
| Evento                      | Vencedor(a)/(es/as)                      | Derrotado(a)/(os/as)                    | Resultado                |
| Duplas mistas – 1ª fase     | Martina Hingis Leander Paes              | Anastasia Pavlyuchenkova Dominic Inglot | 6–3, 7–5                 |
| Duplas masculinas – 2ª fase | Marco Cecchinato Andreas Seppi           | Feliciano López [15] Marc López [15]    | 1–6, 7–61, 7–5           |
| Duplas masculinas – 3ª fase | Vasek Pospisil [9] Jack Sock [9]         | Sam Groth [WC] Lleyton Hewitt [WC]      | 6–4, 6–2                 |
| Simples masculino – 4ª fase | Tomáš Berdych [6]                        | Roberto Bautista Agut [24]              | 4–6, 6–4, 6–3, 1–6, 6–3  |
| Hisense Arena               |                                          |                                         |                          |
| Evento                      | Vencedor(a)/(es/as)                      | Derrotado(a)/(os/as)                    | Resultado                |
| Simples masculino – 4ª fase | Kei Nishikori [7]                        | Jo-Wilfried Tsonga [9]                  | 6–4, 6–2, 6–4            |
| Duplas masculinas – 3ª fase | Pablo Cuevas [16] Marcel Granollers [16] | Ivan Dodig [2] Marcelo Melo [2]         | 7–63, 2–6, 6–3           |
| Duplas femininas – 3ª fase  | Anastasia Rodionova Arina Rodionova      | Dominika Cibulková Kirsten Flipkens     | 5–7, 6–2, 6–4            |
| Simples feminino – 4ª fase  | Agnieszka Radwańska [4]                  | Anna-Lena Friedsam                      | 66–7, 6–1, 7–5           |

## Dia 8 (25 de janeiro)
- Cabeças de chave eliminados: 
  - Simples masculino:  Stan Wawrinka [4],  John Isner [10],  Bernard Tomic [16]
  - Simples feminino:  Madison Keys [15],  Ekaterina Makarova [21]
  - Duplas masculinas:  Bob Bryan /  Mike Bryan [3],  Dominic Inglot /  Robert Lindstedt [11],  Juan Sebastián Cabal /  Robert Farah [12]
  - Duplas femininas:  Caroline Garcia /  Kristina Mladenovic [3],  Anastasia Pavlyuchenkova /  Elena Vesnina [5]

Ordem dos jogos:
| Rod Laver Arena                              | Rod Laver Arena                          | Rod Laver Arena                             | Rod Laver Arena         |
| Evento                                       | Vencedor(a)/(es/as)                      | Derrotado(a)/(os/as)                        | Resultado               |
| -------------------------------------------- | ---------------------------------------- | ------------------------------------------- | ----------------------- |
| Simples feminino – 4ª fase                   | Angelique Kerber [7]                     | Annika Beck                                 | 6–4, 6–0                |
| Simples feminino – 4ª fase                   | Victoria Azarenka [14]                   | Barbora Strýcová                            | 6–2, 6–4                |
| Simples masculino – 4ª fase                  | Milos Raonic [13]                        | Stan Wawrinka [4]                           | 6–4, 6–3, 5–7, 4–6, 6–3 |
| Simples masculino – 4ª fase                  | Andy Murray [2]                          | Bernard Tomic [16]                          | 6–4, 6–4, 7–64          |
| Simples feminino – 4ª fase                   | Zhang Shuai [Q]                          | Madison Keys [15]                           | 3–6, 6–3, 6–3           |
| Margaret Court Arena                         |                                          |                                             |                         |
| Evento                                       | Vencedor(a)/(es/as)                      | Derrotado(a)/(os/as)                        | Resultado               |
| Duplas femininas – 3ª fase                   | Julia Görges [13] Karolína Plíšková [13] | Caroline Garcia [3] Kristina Mladenovic [3] | 6–1, 7–65               |
| Simples masculino – 4ª fase                  | Gaël Monfils [23]                        | Andrey Kuznetsov                            | 7–5, 3–6, 6–3, 7–64     |
| Duplas femininas – 3ª fase                   | Martina Hingis [1] Sania Mirza [1]       | Svetlana Kuznetsova Roberta Vinci           | 6–1, 6–3                |
| Simples feminino – 4ª fase                   | Johanna Konta                            | Ekaterina Makarova [21]                     | 4–6, 6–4, 8–6           |
| Hisense Arena                                |                                          |                                             |                         |
| Evento                                       | Vencedor(a)/(es/as)                      | Derrotado(a)/(os/as)                        | Resultado               |
| Duplas femininas – 3ª fase                   | Xu Yifan [15] Zheng Saisai [15]          | Hsieh Su-wei Oksana Kalashnikova            | 6–2, 6–4                |
| Duplas masculinas – 3ª fase                  | Raven Klaasen [13] Rajeev Ram [13]       | Bob Bryan [3] Mike Bryan [3]                | 3–6, 6–3, 6–4           |
| Duplas masculinas lendárias – Grupo Newcombe | Wayne Ferreira Mats Wilander             | Wayne Arthurs Michael Chang                 | 4–3(5–3), 2–4, 4–3(5–4) |
| Duplas mistas – 2ª fase                      | Bethanie Mattek-Sands [2] Bob Bryan [2]  | Samantha Stosur John Peers                  | 6–4, 6–2                |
| Simples masculino – 4ª fase                  | David Ferrer [8]                         | John Isner [10]                             | 6–4, 6–4, 7–5           |

## Dia 9 (26 de janeiro)
- Cabeças de chave eliminados: 
  - Simples masculino:  Tomáš Berdych [6],  Kei Nishikori [7]
  - Simples feminino:  Maria Sharapova [5],  Carla Suárez Navarro [10]
  - Duplas masculinas:  Jean-Julien Rojer /  Horia Tecău [1],  Vasek Pospisil /  Jack Sock [9],  Raven Klaasen /  Rajeev Ram [13],  Treat Huey /  Max Mirnyi [14]
  - Duplas femininas:  Chan Hao-ching /  Chan Yung-jan [2],  Anna-Lena Grönefeld /  Coco Vandeweghe [12]

Ordem dos jogos:
| Rod Laver Arena                      | Rod Laver Arena                          | Rod Laver Arena                               | Rod Laver Arena |
| Evento                               | Vencedor(a)/(es/as)                      | Derrotado(a)/(os/as)                          | Resultado       |
| ------------------------------------ | ---------------------------------------- | --------------------------------------------- | --------------- |
| Simples feminino – Quartas de final  | Agnieszka Radwańska [4]                  | Carla Suárez Navarro [10]                     | 6–1, 6–3        |
| Simples feminino – Quartas de final  | Serena Williams [1]                      | Maria Sharapova [5]                           | 6–4, 6–1        |
| Simples masculino – Quartas de final | Roger Federer [3]                        | Tomáš Berdych [6]                             | 7–64, 6–2, 6–4  |
| Simples masculino – Quartas de final | Novak Djokovic [1]                       | Kei Nishikori [7]                             | 6–3, 6–2, 6–4   |
| Duplas femininas – Quartas de final  | Xu Yifan [15] Zheng Saisai [15]          | Anastasia Rodionova Arina Rodionova           | 6–2, 5–7, 6–4   |
| Margaret Court Arena                 |                                          |                                               |                 |
| Evento                               | Vencedor(a)/(es/as)                      | Derrotado(a)/(os/as)                          | Resultado       |
| Duplas masculinas – Quartas de final | Pablo Cuevas [16] Marcel Granollers [16] | Vasek Pospisil [9] Jack Sock [9]              | 5–7, 6–1, 6–2   |
| Duplas femininas – Quartas de final  | Martina Hingis [1] Sania Mirza [1]       | Anna-Lena Grönefeld [12] Coco Vandeweghe [12] | 6–2, 4–6, 6–1   |
| Duplas masculinas – Quartas de final | Daniel Nestor Radek Štěpánek             | Treat Huey [14] Max Mirnyi [14]               | 6–4, 6–4        |
| Duplas mistas – 2ª fase              | Martina Hingis Leander Paes              | Sloane Stephens Jean-Julien Rojer             | 6–1, 6–2        |
| Duplas femininas lendárias           | Lindsay Davenport Martina Navratilova    | Marion Bartoli Aranxta Sánchez Vicario        | 4–0, 4–1        |

## Dia 10 (27 de janeiro)
- Cabeças de chave eliminados: 
  - Simples masculino:  David Ferrer [8],  Gaël Monfils [23]
  - Simples feminino:  Victoria Azarenka [14]
  - Duplas femininas:  Julia Görges /  Karolína Plíšková [13],  Xu Yifan /  Zheng Saisai [15]
  - Duplas mistas:  Bethanie Mattek-Sands /  Bob Bryan [2],  Chan Yung-jan /  Rohan Bopanna [3],  Katarina Srebotnik /  Jamie Murray [4]

Ordem dos jogos:
| Rod Laver Arena                      | Rod Laver Arena                    | Rod Laver Arena                          | Rod Laver Arena     |
| Evento                               | Vencedor(a)/(es/as)                | Derrotado(a)/(os/as)                     | Resultado           |
| ------------------------------------ | ---------------------------------- | ---------------------------------------- | ------------------- |
| Simples feminino – Quartas de final  | Angelique Kerber [7]               | Victoria Azarenka [14]                   | 6–3, 7–5            |
| Simples feminino – Quartas de final  | Johanna Konta                      | Zhang Shuai [Q]                          | 6–4, 6–1            |
| Simples masculino – Quartas de final | Andy Murray [2]                    | David Ferrer [8]                         | 6–3, 56–7, 6–2, 6–3 |
| Simples masculino – Quartas de final | Milos Raonic [13]                  | Gaël Monfils [23]                        | 6–3, 3–6, 6–3, 6–4  |
| Duplas femininas – Semifinais        | Martina Hingis [1] Sania Mirza [1] | Julia Görges [13] Karolína Plíšková [13] | 6–1, 6–0            |

## Dia 11 (28 de janeiro)
- Cabeças de chave eliminados: 
  - Simples masculino:  Roger Federer [3]
  - Simples feminino:  Agnieszka Radwańska [4]
  - Duplas masculinas:  Pablo Cuevas /  Marcel Granollers [16]

Ordem dos jogos:
| Rod Laver Arena                | Rod Laver Arena                   | Rod Laver Arena                       | Rod Laver Arena    |
| Evento                         | Vencedor(a)/(es/as)               | Derrotado(a)/(os/as)                  | Resultado          |
| ------------------------------ | --------------------------------- | ------------------------------------- | ------------------ |
| Duplas masculinas – Semifinais | Jamie Murray [7] Bruno Soares [7] | Adrian Mannarino Lucas Pouille        | 6–3, 6–1           |
| Simples feminino – Semifinais  | Serena Williams [1]               | Agnieszka Radwańska [4]               | 6–0, 6–4           |
| Simples feminino – Semifinais  | Angelique Kerber [7]              | Johanna Konta                         | 7–5, 6–2           |
| Simples masculino – Semifinais | Novak Djokovic [1]                | Roger Federer [3]                     | 6–1, 6–2, 3–6, 6–3 |
| Duplas mistas – Exibição       | Kim Clijsters Todd Woodbridge     | Arantxa Sánchez Vicario Henri Leconte | 4–2, 4–3(5–3)      |

## Dia 12 (29 de janeiro)
- Cabeças de chave eliminados: 
  - Simples masculino:  Milos Raonic [13]
  - Duplas femininas:  Andrea Hlaváčková /  Lucie Hradecká [7]
  - Duplas mistas:  Sania Mirza /  Ivan Dodig [1]

Ordem dos jogos:
| Rod Laver Arena                        | Rod Laver Arena                    | Rod Laver Arena                          | Rod Laver Arena          |
| Evento                                 | Vencedor(a)/(es/as)                | Derrotado(a)/(os/as)                     | Resultado                |
| -------------------------------------- | ---------------------------------- | ---------------------------------------- | ------------------------ |
| Duplas mistas – Semifinais             | Coco Vandeweghe Horia Tecău        | Andreja Klepač Treat Huey                | 6–4, 6–4                 |
| Duplas femininas – Final               | Martina Hingis [1] Sania Mirza [1] | Andrea Hlaváčková [7] Lucie Hradecká [7] | 7–61, 6–3                |
| Simples masculino – Semifinais         | Andy Murray [2]                    | Milos Raonic [13]                        | 4–6, 7–5, 46–7, 6–4, 6–2 |
| Hisense Arena                          |                                    |                                          |                          |
| Evento                                 | Vencedor(a)/(es/as)                | Derrotado(a)/(os/as)                     | Resultado                |
| Simples feminino juvenil – Semifinais  | Tereza Mihalíková [2]              | Rebeka Masarova [9]                      | 6–3, 6–3                 |
| Simples feminino juvenil – Semifinais  | Vera Lapko [5]                     | Sara Tomic [Q]                           | 6–2, 6–3                 |
| Simples masculino juvenil – Semifinais | Jurabek Karimov [7]                | Alex De Minaur [6]                       | 3–6, 6–4, 6–3            |
| Duplas mistas – Semifinais             | Elena Vesnina [5] Bruno Soares [5] | Sania Mirza [1] Ivan Dodig [1]           | 7–5, 7–64                |

## Dia 13 (30 de janeiro)
- Cabeças de chave eliminados: 
  - Simples feminino:  Serena Williams [1]

Ordem dos jogos:
| Rod Laver Arena                   | Rod Laver Arena                   | Rod Laver Arena              | Rod Laver Arena |
| Evento                            | Vencedor(a)/(es/as)               | Derrotado(a)/(os/as)         | Resultado       |
| --------------------------------- | --------------------------------- | ---------------------------- | --------------- |
| Simples feminino juvenil – Final  | Vera Lapko [5]                    | Tereza Mihalíková [2]        | 6–3, 6–4        |
| Simples masculino juvenil – Final | Oliver Anderson [WC]              | Jurabek Karimov [7]          | 6–2, 1–6, 6–1   |
| Simples feminino – Final          | Angelique Kerber [7]              | Serena Williams [1]          | 6–4, 3–6, 6–4   |
| Duplas masculinas – Final         | Jamie Murray [7] Bruno Soares [7] | Daniel Nestor Radek Štěpánek | 2–6, 6–4, 7–5   |

## Dia 14 (31 de janeiro)
- Cabeças de chave eliminados: 
  - Simples masculino:  Andy Murray [2]

Ordem dos jogos:
| Rod Laver Arena           | Rod Laver Arena                    | Rod Laver Arena             | Rod Laver Arena  |
| Evento                    | Vencedor(a)/(es/as)                | Derrotado(a)/(os/as)        | Resultado        |
| ------------------------- | ---------------------------------- | --------------------------- | ---------------- |
| Duplas mistas – Final     | Elena Vesnina [5] Bruno Soares [5] | Coco Vandeweghe Horia Tecău | 6–4, 4–6, [10–5] |
| Simples masculino – Final | Novak Djokovic [1]                 | Andy Murray [2]             | 6–1, 7–5, 7–63   |